# Маралды (Павлодарский район)
Маралды (каз. Маралды, до 2001 года — Романовка) — село в Павлодарском районе Павлодарской области Казахстана. Расположено в 54 км к востоку от Павлодара. Административный центр и единственный населённый пункт Маралдинского сельского округа. Код КАТО — 556063100.

## История
Село было основано в 1906 году на урочище Коской. По одной версии было названо Романовка по имени Романа Зингера, по другой — в честь императора Николая II Романова. С 1923 года было центром Крестьянской волости Павлодарского уезда Семипалатинской области, с 1928 года — в составе Павлодарского района.

## Население
В 1985 году в селе проживало 874 человека. В 1999 году население села составляло 761 человек (366 мужчин и 395 женщин). По данным переписи 2009 года, в селе проживало 570 человек (277 мужчин и 293 женщины).